# مسجد ولي باشا
مسجد ولي باشا (باليونانية: Τζαμί του Βελή Πασά)‏، من (بالتركية: Veli Paşa Camii)‏: هو مبنى عثماني يقع في مدينة يوانينا اليونانية، في المنطقة الشمالية الغربية من إبيروس. تم تجديد المسجد في مطلع القرن التاسع عشر على يد ولي باشا في يوانينا، وشكل مجمعًا يتكون بشكل خاص من مدرسة إسلامية ومطابخ. اليوم لم يعد مفتوحا للعبادة.

## العمارة
يضم المسجد قاعة للصلاة أبعادها 6 × 6.5 م، تعلوها قبة ترتكز مظلتها المثمنة على أربع حنيات. يوجد في الشمال رواق كان مفتوحًا في البداية ومتوجًا بثلاث قباب صغيرة، والتي ربما تم تسييجها بعد تشييد المبنى. تقع المئذنة- التي لم يبق منها اليوم سوى قاعدتها- على الواجهة الغربية بين الرواق وقاعة الصلاة.
في الداخل، يتم الحفاظ على عناصرالمحراب الرخامي الغني. ولا يزال مبنى المطبخ والمدرسة موجودين حتى اليوم شمال المسجد. تضم المدرسة القرآنية القديمة متحف الدفاع الوطني في يوانينا.